# Буторај
Буторај (словен. Butoraj) је насељено место у општини Чрномељ, регија Југоисточна Словенија, Словенија.

## Историја
До територијалне реорганизације у Словенији био је у саставу старе општине Чрномељ.

## Становништво
У попису становништва из 2011. године, Буторај је имао 114 становника.
| Број становника према пописима | Број становника према пописима | Број становника према пописима | Број становника према пописима | Број становника према пописима | Број становника према пописима | Број становника према пописима | Број становника према пописима | Број становника према пописима | Број становника према пописима | Број становника према пописима | Број становника према пописима | Број становника према пописима | Број становника према пописима |
| ------------------------------ | ------------------------------ | ------------------------------ | ------------------------------ | ------------------------------ | ------------------------------ | ------------------------------ | ------------------------------ | ------------------------------ | ------------------------------ | ------------------------------ | ------------------------------ | ------------------------------ | ------------------------------ |
| 1869                           | 1880                           | 1890                           | 1900                           | 1910                           | 1931                           | 1948                           | 1953                           | 1961                           | 1971                           | 1981                           | 1991                           | 2002                           | 2011                           |
| 112                            | 118                            | 104                            | 103                            | 97                             | 92                             | 90                             | 98                             | 91                             | 91                             | 104                            | 125                            | 117                            | 114                            |